# Ślepowrony (Płońsk)
Pour les articles homonymes, voir Ślepowrony.
Ślepowrony (prononciation : [ɕlɛpɔˈvrɔnɨ]) est un village polonais de la gmina de Sochocin dans le powiat de Płońsk de la voïvodie de Mazovie dans le centre-est de la Pologne.
Il se situe à environ 8 kilomètres au sud de Sochocin (siège de la gmina), 9 kilomètres à l'est de Płońsk (siège du powiat) et à 56 kilomètres au nord-ouest de Varsovie (capitale de la Pologne).

## Histoire
De 1975 à 1998, le village appartenait administrativement à la voïvodie de Ciechanów.